# Richard Isay
Richard A. Isay (Pittsburgh, 13 de dezembro de 1934 – Nova Iorque, 28 de junho de 2012) foi um psiquiatra, psicanalista, autor e ativista. Era professor titular de psiquiatria da Weill Cornell Medical College e membro do corpo docente da Columbia University Center for Psychoanalytic Training and Research. Isay é considerado um pioneiro, que alterou a forma como os psicanalistas encaram a homossexualidade. 

## Biografia
Isay formou-se no Haverford College e na Faculdade de Medicina e Odontologia da Universidade de Rochester. Pouco depois de terminar o seu estágio de psiquiatria na Universidade de Yale, completou a sua formação no Western New England Psychoanalytic Institute. Ao longo de sua carreira, Isay manteve uma prática privada de psiquiatria e psicanálise e foi um professor e dirigente influente, sobretudo na Clínica Psiquiátrica Payne Whitney e no Centro Psicanalítico da Universidade de Columbia.
Isay escreveu extensamente sobre psicanálise e homossexualidade, incluindo textos, tais como Being Homosexual: Gay Men and Their Development.  Num capítulo de seu livro autobiográfico, Tornar-se Gay,, Isay conta a história de como passou dez anos tentando uma terapia para mudar a sua orientação sexual. Durante este período, casou-se e teve dois filhos. Quando terminou o seu tratamento, concluiu que continuava a ter desejos homossexuais. Por muitos anos, como gay no armário, começou a escrever sobre a homossexualidade em revistas psicanalíticas e a fazer apresentações em congressos e reuniões.  Quando finalmente revelou a sua orientação sexual, divorciou-se da sua mulher.
Em Tornar-se Gay,  Isay conta que com a ajuda da ACLU, ameaçou processar a Associação Psicanalítica Americana (APA), devido às suas orientações discriminatórias dos homossexuais.  Como resultado, em 1991, a APA adotou uma política de não discriminação e alterou a sua declaração de princípio sobre a homossexualidade. O ano de 1992 foi também o ano em que as instituições de ensino da psicanálise concordaram em fazer avaliações e promoções de professores e diretores sem levar em conta a sua orientação sexual.
No seu livro de 2006, Commitment and Healing: Gay Men and the Need for Romantic Love,  Isay descreve e explica a dificuldade que muitos homens gays têm de enfrentar para manter relações românticas e amorosas.
Durante sua vida, Isay apareceu no Larry King Live, The Oprah Winfrey Show, 20/20, The Morning Show e outros.
Em 1993, Isay participou no documentário "America Undercover: Why am I Gay? Stories of Coming Out in America.  
Em 1995, Isay foi retratado no livro "Gay Soul: Finding the Heart of Gay Spirit and Nature", de Mark Thompson. 
Sepultado no Green-Wood Cemetery.

## Leitura Complementar
- NZZ: Ein schwuler Kopf  , entrevista com o sexólogo Simon LeVay (em alemão)